# آندره لاواگن
آندره لاواگن (انگلیسی: André Lavagne; ۱۲ ژوئیهٔ ۱۹۱۳ – ۲۱ مارس ۲۰۱۴) آهنگساز، و استاد دانشگاه اهل فرانسه بود.

## افتخارات
وی همچنین برندهٔ جوایزی همچون لژیون دونور (فرمانده) و جایزه بزرگ رم شده‌است.